# 克雷格·羅賓森
克雷格·菲利普·羅賓森（英語：Craig Phillip Robinson，1971年10月25日—）是一名美國男演員、製片人、喜劇演員和歌手。知名於電視劇《我們的辦公室》（2005年至2013年）中飾演戴洛·菲爾賓一角，其他作品如電影《菠蘿快遞》（2008年）、《淫幕初體驗》（2008年）、《扭轉時光機》（2010年）、《大明星世界末日》（2013年）、《腸腸搞轟趴》（2016年）和《我的间谍2》（2024年）。

## 個人生活
2008年6月，羅賓森在加利福尼亞州卡爾弗城因持有搖頭丸和冰毒而被捕。他被控兩項重罪，但在完成轉化程序後，該指控被駁回。2013年10月，他因擁有半克大麻和18片搖頭丸而被巴哈馬皇家警察部隊逮捕，並被巴哈馬法院罰款1000美元。

## 外部連結
- Craig Robinson在互联网电影资料库（IMDb）上的資料（英文）
- Craig Robinson的X（前Twitter）